# Rifargia mortis
Rifargia mortis är en fjärilsart som beskrevs av William Schaus 1906. Rifargia mortis ingår i släktet Rifargia och familjen tandspinnare. Inga underarter finns listade.